# Paul Wallich
Paul Wallich (* 10. August 1882 in Potsdam; † 11. November 1938 in Köln) war ein deutscher Bankier. 

## Leben
Paul Wallich war der Sohn Hermann Wallichs (1833–1928), eines der Gründungsdirektoren der Deutschen Bank. Wallich studierte Philosophie und Nationalökonomie in Freiburg und München und sammelte anschließend Arbeitserfahrungen bei verschiedenen deutschen und internationalen Bankhäusern, darunter Goldman, Sachs & Co. in New York, deren Foreign Exchange Department zu diesem Zeitpunkt Siegfried Bieber leitete. Ab 1910 arbeitete Wallich als Bankier in Berlin. 1918 wurde er persönlich haftender Gesellschafter der Berliner Handelsgesellschaft. Als das Frankfurter Bankhaus J. Dreyfus & Co. – ein Schwesterinstitut des Schweizer Bankhauses Dreyfus Söhne & Cie. in Basel – eine Zweigniederlassung in Berlin errichtete, wechselte er als Teilhaber dorthin. Die Dreyfus-Bank gehörte zu den wichtigen Privatbanken der Weimarer Republik und gehörte unter anderem der Berliner Stempelvereinigung und dem Preußen-Konsortium an. 1936 verlegte sie ihren Hauptsitz nach Berlin. Im März 1938 musste sie ihr aktives Geschäft im Rahmen der Arisierung jüdischen Vermögens an das Münchener Bankhaus Merck Finck & Co abgeben und ging im Mai in Liquidation. Paul Wallich wurde, bis zu seinem Suizid, einer der Liquidatoren der Bank.
Wallich wurde in der Villa Schöningen in Potsdam geboren, die sich seit 1871 im Besitz der Familie befand. Ab 1910 bewohnte Wallich die Villa während der Sommermonate. In den späten 1920er Jahren ließen Wallich und seine Frau Hildegard einige Umbauten vornehmen, um das Gebäude technisch auf den Stand der Zeit zu bringen, danach nutzten sie das Haus ganzjährig. Im Garten legten sie einen Tennisplatz an. Eines der Hobbys Wallichs war Segelsport, zudem war er ein leidenschaftlicher Büchersammler. 

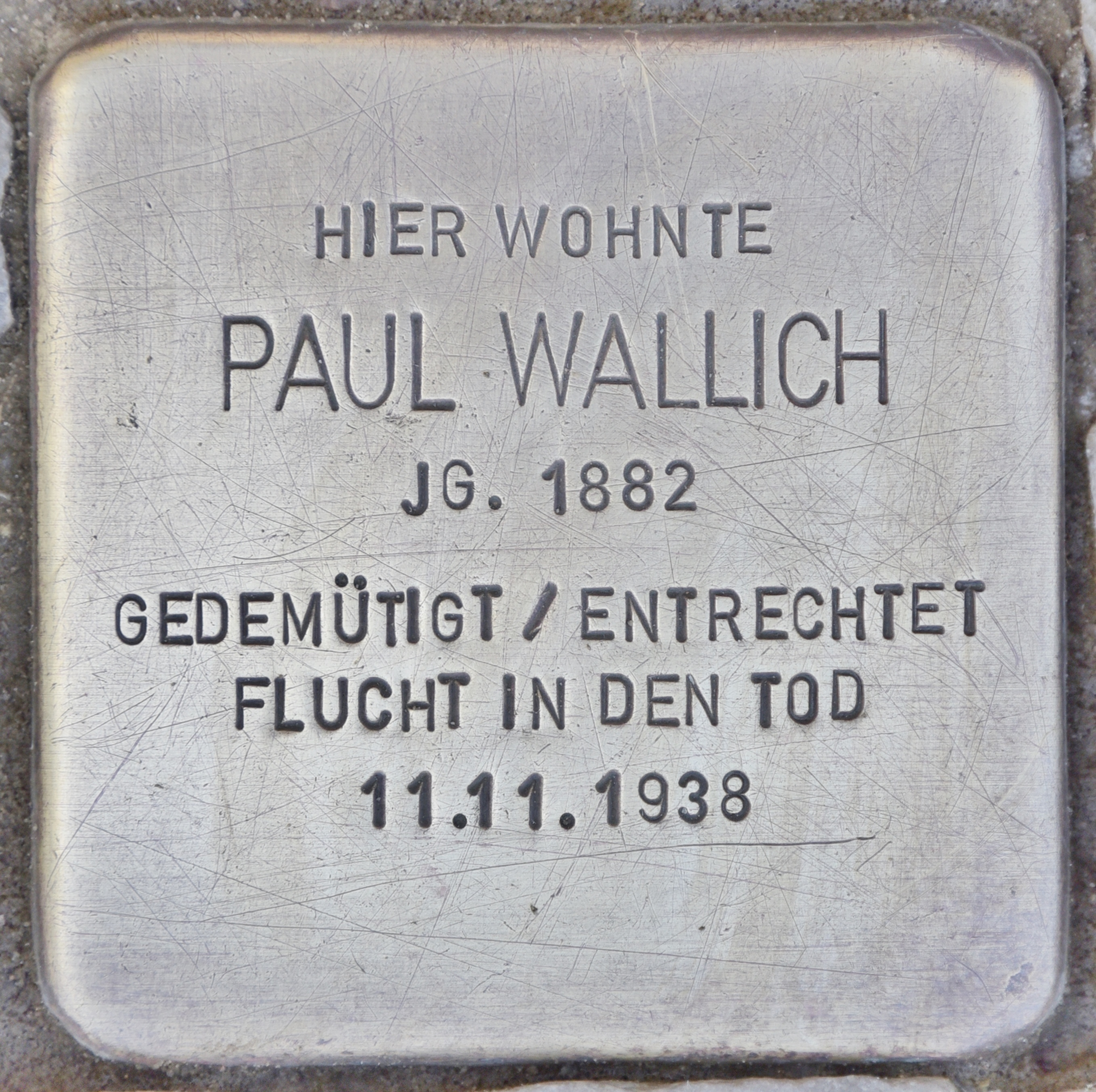
Stolperstein für Paul Wallich in Potsdam

Paul Wallich, der jüdischer Abstammung war, gehörte der Gesellschaft der Freunde an bis zu ihrer zwangsweisen Auflösung 1935. Nach den Novemberpogromen verübte Wallich im Alter von 56 Jahren Suizid. Seine Ehefrau und seine drei Kinder verließen in den 1930er Jahren Deutschland, darunter Henry C. Wallich (1914–1988), der später Professor für Ökonomie an der Universität Yale wurde.

## Schriften
- mit Hugo Rachel und Johannes Papritz: Berliner Großkaufleute und Kapitalisten. Bd. 1: Bis zum Ende des Dreißigjährigen Krieges. Berlin 1934
- mit Hugo Rachel: Berliner Großkaufleute und Kapitalisten. Bd. 2: Die Zeit des Merkantilismus 1648–1806. Privatdruck, Berlin 1938
- mit Hugo Rachel: Berliner Großkaufleute und Kapitalisten. Bd. 3: Übergangszeit zum Hochkapitalismus, 1806–1856. Privatdruck, Berlin 1939
- mit Hugo Rachel und Johannes Papritz: Berliner Großkaufleute und Kapitalisten. Neu herausgegeben und bibliografisch erweitert von Johannes Schultze, Henry C. Wallich und Gerd Heinrich, 3 Bde., Berlin 1967